# أديتيا سينغ
أديتيا سينغ (12 ديسمبر 1989 في الهند - ) هو لاعب كريكت هندي.

## وصلات خارجية
- أديتيا سينغ على موقع إي آس بي آن كريك إنفو (الإنجليزية)